# Bundesautobahn 562
Pour les articles homonymes, voir A562 et Autoroute A562.
La Bundesautobahn 562 est une Bundesautobahn dans le Land de Rhénanie-du-Nord-Westphalie.

## Situation et accès
L'A 562 est entièrement située dans la ville de Bonn. Elle commence à l'ouest à la voie ferrée de la rive gauche du Rhin et passe sous la Bundesstraße 9, avec laquelle elle est reliée dans un carrefour semblable à un carrefour autoroutier. Elle traverse le Rhin par un pont au sud de la ville et est reliée à la Bundesstraße 59 par l'échangeur autoroutier de Bonn-est. Immédiatement derrière l'échangeur autoroutier, elle se termine par un carrefour temporaire qui permet la transition vers une rue de la ville.
Dans la zone du pont sur le Rhin, qui représente environ la moitié de la longueur totale de l'A 562, des pistes piétonnes et cyclables se trouvent des deux côtés de l'autoroute. La bande médiane y est formée par une ligne de train léger sur rail, qui a un arrêt au milieu de l'autoroute sur la rive gauche du Rhin.
L'autoroute relie notamment les bâtiments gouvernementaux quand Bonn fut capitale de la RFA, au moment de la construction de l'autoroute, le Bundesviertel, ainsi que le parc d'attractions (Rheinaue), inauguré en 1979, avec des parties de la ville de Bonn et de l'arrondissement de Rhin-Sieg dans la rive droite du Rhin.
Outre la Bundesautobahn 36 et la Bundesautobahn 40, l'A 562 est la seule autoroute sur laquelle un tramway circule par sections au milieu, c'est-à-dire entre les deux voies.

## Historique
L'A 562 fait à l'origine partie de la planification de la Bundesautobahn 56, qui devait conduire de Selfkant à la frontière néerlandaise par Juliers, Düren et Euskirchen et Bonn jusqu'à Waldbröl et créer ainsi un contournement au sud du périphérique de Cologne. Ce projet est abandonné en 1986.
Sur la rive gauche du Rhin, l'A 562 marque la frontière entre les villes autrefois indépendantes de Bonn et de Bad Godesberg, aucune des deux villes ne souhaitant l'autoroute sur son territoire. Lorsque le pont Konrad-Adenauer est ouvert à la circulation en 1972, Bad Godesberg était déjà incorporée, de sorte que l'autoroute traverse désormais le milieu de la zone urbaine unifiée.